# Лабур, Жером
Жером Лабур (2 марта 1874 — 27 февраля 1957; фр. Jérôme Labourt) — французский католический священник, сиролог и патролог.

## Биография
Образование получил в семинарии Сен-Сюльпис в Париже. В 1897 году, в Риме рукоположен в священника, после чего вернулся в Париж. В 1904 году защитил диссертацию по теме «Христианство в Персидской империи в правление династии Сасанидов» (фр. «Le christianisme dans l’empire Perse») в Парижском университете. В том же году он написал исследование, посвящённое католикосу-патриарху Церкви Востока Тимофею I. В рамках своей работы Лабур перевёл с сирийского на латынь и французский (1907) 99 посланий Тимофея. С 1920 по 1924 года возглавлял католический коллеж Станислава в Париже, был настоятелем прихода Сент-Оноре-д'Эло (1924—1947), затем генеральным викарием Парижского диоцеза и каноником собора Нотр-Дам с 1947 года.

## Труды
В 1909 году Лабур написал пособие по религиозному образованию, в 1924 году размышления о молитве Господней. Автор ряда статей Католической энциклопедии на сирологическую тематику. Главным трудом Лабура является его диссертация, изданная как монография о восточно-сирийской церкви в доисламском Иране. Также Лабур занимался сирологическими исследованиями и переводами: опубликовал на французском языке 8 томов писем Иеронима Стридонского. Перевёл на латынь «Комментарий на литургию» западно-сирийского автора Дионисия бар Салиби, перевёл на французский раннехристианский апокриф «Оды Соломона».

### Основные работы
- Saint-Jérôme, Correspondance, Париж, Les Belles Lettres.
- Les Odes de Salomon[англ.], une œuvre chrétienne des environs de l'an 100-120, Париж, 1911.
- Les Canons ecclésiastiques du patriarche nestorien Timothée Ier, Париж, 1907.